# František Rajtoral
František Rajtoral (12 tháng 3 năm 1986 – 23 tháng 4 năm 2017) là một cầu thủ bóng đá chuyên nghiệp người Séc thi đấu ở vị trí tiền vệ cánh phải hoặc hậu vệ phải. Anh được biết đến nhiều nhất nhờ quãng thời gian chơi bóng cùng Viktoria Plzeň. Anh là thành viên của đội tuyển bóng đá quốc gia Cộng hòa Séc. Anh đã vô địch Cúp bóng đá Séc trong màu áo Viktoria Plzeň vào năm 2010, cùng với đó là hai danh hiệu Gambrinus Liga và Siêu cúp Séc.
Ngày 29 tháng 2 năm 2012, Rajtoral có trận đấu đầu tiên khoác áo tuyển quốc gia trong trận hò 1–1 với đối thủ Ireland trong khuôn khổ trận đấu giao hữu. Rajtoral được miêu tả là "một trong những tiền vệ tấn công biên hay nhất tại Cộng hòa Séc" bởi nhà báo Mark Smith.

## Sự nghiệp cấp câu lạc bộ

### Đầu sự nghiệp
Rajtoral chơi cho Příbram trong một mùa giải trước khi gia nhập Baník Ostrava với bản hợp đồng đã ký dài 3 năm vào năm 2005. Anh có trận ra mắt cúp châu Âu ở Cúp UEFA 2005–06 trong lúc chơi bóng cho Ostrava.

### Viktoria Plzeň
Anh gia nhập câu lạc bộ Viktoria Plzeň từ Ostrava vào năm 2009 theo thỏa thuận trao đổi với tiền đạo Adam Varadi theo chiều ngược lại.
Rajtoral thi đấu trận đầu tiên của Cúp bóng đá Séc vào năm 2010 trước Sparta Prague, trở thành một trong hai cầu thủ bị truất quyền thi đấu làm đội bóng của anh thua trận. Anh ghi bàn thắng đầu tiên ở mùa giải 2010–11 vào tháng 10 năm 2010 trong trận gặp Mladá Boleslav, nhưng đội bóng lại để thua 4–3.
Rajtoral chơi nửa đầu của Cúp bóng đá Séc 2011, trong trận Plzeň thắng trên loạt đá luân lưu trước Mladá Boleslav. Anh thay thế Marián Čišovský ở phút 
thứ 46, và trận đấu kết thúc với kết quả hòa 1–1.

### Hannover 96
Tháng 1 năm 2014 Rajtoral gia nhập câu lạc bộ Hannover 96 đến từ giải Bundesliga của Đức dưới dạng cho mượn đến hết mùa kèm theo tùy chọn ký hợp đồng dài hạn. Hannover đã không kích hoạt điều khoản trên và Rajtoral đã trở về Plzeň để chuẩn bị cho mùa giải mới.

### Gaziantepspor và qua đời
Rajtoral đầu quân cho câu lạc bộ Gaziantepspor vào tháng 8 năm 2016. Anh được phát hiện đã chết ở nhà riêng tại Gaziantep, Thổ Nhĩ Kỳ, vào ngày 23 tháng 4 năm 2017 sau khi không có mặt trong buổi tập cùng đội bóng vào buổi sáng. Hàng xóm của anh đã liên hệ với các nhà chức trách địa phương vì lo ngại khi thấy cửa phòng căn hộ của anh bị khóa từ bên trong mà không có ai trả lời. Sau khi điều tra, các nhà chức trách thông báo rằng Rajtoral đã tự sát bằng treo cổ.

## Thống kê sự nghiệp
| Câu lạc bộ         | Mùa                | Giải               | Giải    | Giải      | Cúp     | Cúp       | Liên lục địa | Liên lục địa | Tổng cộng | Tổng cộng |
| Câu lạc bộ         | Mùa                | Hạng đấu           | Số trận | Bàn thắng | Số trận | Bàn thắng | Số trận      | Bàn thắng    | Số trận   | Bàn thắng |
| ------------------ | ------------------ | ------------------ | ------- | --------- | ------- | --------- | ------------ | ------------ | --------- | --------- |
| Marila Příbram     | 2004–05            | Czech First League | 15      | 1         | 0       | 0         | 0            | 0            | 15        | 1         |
| Baník Ostrava      | 2005–06            | Czech First League | 26      | 0         | 0       | 0         | 0            | 0            | 26        | 0         |
| Baník Ostrava      | 2006–07            | Czech First League | 26      | 8         | 0       | 0         | 0            | 0            | 26        | 8         |
| Baník Ostrava      | 2007–08            | Czech First League | 25      | 3         | 0       | 0         | 0            | 0            | 25        | 3         |
| Baník Ostrava      | 2008–09            | Czech First League | 23      | 1         | 0       | 0         | 0            | 0            | 23        | 1         |
| Baník Ostrava      | Tổng cộng          | Tổng cộng          | 100     | 12        | 0       | 0         | 0            | 0            | 100       | 12        |
| Viktoria Plzeň     | 2009–10            | Czech First League | 27      | 3         | 5       | 0         | 0            | 0            | 32        | 3         |
| Viktoria Plzeň     | 2010–11            | Czech First League | 27      | 3         | 5       | 0         | 2            | 0            | 34        | 3         |
| Viktoria Plzeň     | 2011–12            | Czech First League | 29      | 2         | 2       | 0         | 14           | 1            | 45        | 3         |
| Viktoria Plzeň     | 2012–13            | Czech First League | 28      | 3         | 2       | 0         | 16           | 3            | 46        | 6         |
| Viktoria Plzeň     | 2013–14            | Czech First League | 16      | 3         | 1       | 0         | 12           | 2            | 29        | 5         |
| Viktoria Plzeň     | Tổng cộng          | Tổng cộng          | 127     | 14        | 15      | 0         | 44           | 6            | 186       | 20        |
| Hannover 96        | 2013–14            | Bundesliga         | 7       | 0         | 0       | 0         | 0            | 0            | 7         | 0         |
| Viktoria Plzeň     | 2014–15            | Czech First League | 16      | 4         | 4       | 1         | 0            | 0            | 20        | 4         |
| Viktoria Plzeň     | 2015–16            | Czech First League | 22      | 1         | 7       | 0         | 9            | 0            | 38        | 1         |
| Viktoria Plzeň     | 2016–17            | Czech First League | 3       | 0         | 0       | 0         | 0            | 0            | 3         | 0         |
| Viktoria Plzeň     | Tổng cộng          | Tổng cộng          | 41      | 5         | 11      | 1         | 9            | 0            | 61        | 6         |
| Gaziantepspor      | 2016–17            | Süper Lig          | 12      | 0         | 7       | 0         | 0            | 0            | 19        | 0         |
| Tổng kết sự nghiệp | Tổng kết sự nghiệp | Tổng kết sự nghiệp | 302     | 32        | 33      | 1         | 53           | 6            | 388       | 39        |

## Danh hiệu

### Câu lạc bộ
Viktoria Plzeň
- Cúp bóng đá Séc: 2010[11]
- Gambrinus liga: 2010–11, 2012–13, 2014–15,  2015–16[11]
- Siêu cúp Séc: 2011, 2015[11]